# Rorbach-lès-Dieuze
Rorbach-lès-Dieuze é uma comuna francesa na região administrativa de Grande Leste, no departamento de Mosela. Estende-se por uma área de 4,21 km². Em 2010 a comuna tinha 51 habitantes (densidade: 12,1 hab./km²).